# Varicus marilynae
Varicus marilynae es una especie de peces de la familia de los Gobiidae en el orden de los Perciformes.

## Morfología
- Los macho si las  hembras pueden alcanzar los 1,8 cm de longitud total.[1]

## Hábitat
Es un pez de Mar y, de clima subtropical y demersal que vive entre 61-91 m de profundidad. 

## Distribución geográfica
Se encuentra en Florida (los Estados Unidos ).

## Observaciones
Es inofensivo para los humanos. 